# Menhir von Vilionec
 Der Menhir von Vilionec steht an einem Feld- und Waldrand im Norden des Dorfes Vilionec, nördlich der Straße zwischen Kerdonnerh und Kerclément, südöstlich von Belz bei Auray im Département Morbihan in der Bretagne in Frankreich. 
Der Menhir hat eine Höhe von etwa 4,0 m, eine Breite von 1,9 m und eine Dicke von 0,7 m.
In der Nähe befindet sich der Dolmen von Kerclément.